# ورش (راژانج)
ورش (به لاتین: Varoš (Ražanj)}} یک روستا در صربستان است که در ناحیه نیشاوا واقع شده‌است.

## خصوصیات
ورش ۳۶۰ نفر جمعیت دارد.